# Football Club Legnano 1915-1916
Questa pagina raccoglie le informazioni riguardanti il Football Club Legnano nelle competizioni ufficiali della stagione 1915-1916.

## Stagione
L'attività federale ufficiale della stagione 1915-1916 viene sospesa a causa della partecipazione dell'Italia al primo conflitto mondiale.
In seguito ai brillanti risultati conseguiti in incontri amichevoli prima dell'inizio della stagione, e grazie all'acquisto di alcuni promettenti giocatori, la società decide di far partecipare la squadra a tornei di seconda categoria organizzati da società affiliate alla F.I.G.C. Il Legnano, in questa stagione, si aggiudica la Coppa Lombardia e la Coppa Vannucci e ottiene un prestigioso 2º posto alla Coppa Internazionale dietro al Saronno.

## Divise
| Casa |

## Organigramma societario
Area direttiva
- Presidente: Aldo Visconti
- Presidente onorario: Eugenio Tosi

Area tecnica
- Allenatore: -
- Commissione tecnica: Adamo Bonacina, Primo Colombo, G.M. Riva e Giuseppe Venegoni

## Rosa
| N. |                     | Ruolo | Calciatore      |
| -- | ------------------- | ----- | --------------- |
|    | Italia (bandiera)   | P     | Bottigelli      |
|    | Italia (bandiera)   | P     | Carlo Tajè      |
|    | Italia (bandiera)   | D     | Asti            |
|    | Italia (bandiera)   | D     | Osvaldo Colombo |
|    | Italia (bandiera)   | D     | Primo Colombo   |
|    | Italia (bandiera)   | D     | Marelli         |
|    | Svizzera (bandiera) | D     | Indermühle      |
|    | Italia (bandiera)   | D     | Schiatti        |
|    | Italia (bandiera)   | C     | Mario Crespi    |
|    | Italia (bandiera)   | C     | Guzzi           |

| N. |                   | Ruolo | Calciatore       |
| -- | ----------------- | ----- | ---------------- |
|    | Italia (bandiera) | C     | Lazoli           |
|    | Italia (bandiera) | C     | E. Fosina        |
|    | Italia (bandiera) | C     | Varischi         |
|    | Italia (bandiera) | C     | Montoldi         |
|    | Italia (bandiera) | C     | Pierino Sodano   |
|    | Italia (bandiera) | C     | Monti            |
|    | Italia (bandiera) | A     | Covezzi          |
|    | Italia (bandiera) | A     | Galli            |
|    | Italia (bandiera) | A     | Ottolini         |
|    | Italia (bandiera) | A     | Attilio Tornetti |

## Risultati

### Coppa Internazionale

#### Girone d'andata
| Arbitro: | Cattani (Milano) |

|               |           |                           |
| Paltenghi 65’ | Marcatori | 20’ Galli 60’, 85’ Sodano |

| Arbitro: | Cattani (Milano) |

|            |           |                   |
| Crespi 23’ | Marcatori | 35’, 66’ Boiocchi |

| Arbitro: | ? |

|                                          |           |            |
| Negri 10’, 35’ Borgomanero 25’ Fabbri ?’ | Marcatori | 45’ Sodano |

#### Girone di ritorno
| Arbitro: | Panzeri (Milano) |

| |           |  |
| Fosina 10’, 32’ Crespi 40’, 82’ Sodano 56’ Guzzi 65’ Colombo II 68’ Colombo I 70’, 72’ Varischi 88’ | Marcatori |  |

| 5ª giornata | Saronno | 2 – 0 A tav. | Legnano |  |

| Arbitro: | ? |

|                                         |           |            |
| Colombo I 19’ Colombo II 47’ Sodano 50’ | Marcatori | 31’ Maggia |

### Coppa Lombardia

#### Girone d'andata
| Arbitro: | Crivelli (Milano) |

|                                                                          |           |              |
| Sodano 23’, 33’, 54’, 80’ Montoldi 41’ Ottolini 49’ Fosina 76’, 77’, 83’ | Marcatori | 10’ Veronesi |

| Arbitro: | G.Gama (Milano) |

|                                                       |           |  |
| Fosina 1’, 18’ Crespi 23’, 85’ (rig.) Sodano 25’, 47’ | Marcatori |  |

| Arbitro: | ? |

|                 |           |              |
| ? s.t.’ ? s.t.’ | Marcatori | s.t.’ Sodano |

#### Girone di ritorno
| Arbitro: | Sessa (Milano) |

|                     |           |                                          |
| Schiatti 72’ (aut.) | Marcatori | 15’, 24’ Covezzi 43’ Montoldi 73’ Sodano |

| Arbitro: | Crivelli (Milano) |

|                                 |           |                                 |
| Dabbene 15’ (rig.) Crottini 67’ | Marcatori | 3’, 82’ Sodano 35’, 73’ Covezzi |

| Arbitro: | ? |

|                       |           |  |
| Fosina 52’ Sodano 72’ | Marcatori |  |

#### Semifinali
| Arbitro: | Carrer (Milano) |

|                                |           |                                   |
| De Gennaro p.t.’ Marenzi p.t.’ | Marcatori | s.t.’ Covezzi s.t.’ (rig.) Sodano |

| Arbitro: | G.Gama (Milano) |

|                                                |           |                    |
| Fosina 33’ Covezzi 43’ Crespi 80’ (rig.), rig’ | Marcatori | 50’ (rig.) Marenzi |

#### Finale
| Arbitro: | Terzolo (Genova) |

|            |           |             |
| Fosina 85’ | Marcatori | 41’ Bianchi |

| Arbitro: | Rangone (Alessandria) |

|                                       |           |                   |
| 12’, 89’ Sodano 30’ Crespi 32’ Fosina | Marcatori | 76’ (rig.) Lunghi |

## Statistiche

### Statistiche di squadra
| Competizione               | Punti | Totale | Totale | Totale | Totale | Totale | Totale | DR  |
| Competizione               | Punti | G      | V      | N      | P      | Gf     | Gs     | DR  |
| -------------------------- | ----- | ------ | ------ | ------ | ------ | ------ | ------ | --- |
| Coppa Internazionale       | 6     | 6      | 3      | 0      | 3      | 18     | 10     | +8  |
| Coppa Lombardia (girone D) | 10    | 6      | 5      | 0      | 1      | 26     | 6      | +20 |
| Totale                     | -     | 12     | 8      | 0      | 4      | 44     | 16     | +28 |

### Statistiche dei giocatori
| Giocatore   | Tornei di guerra | Tornei di guerra |
| Giocatore   | Presenze         | Reti             |
| ----------- | ---------------- | ---------------- |
| Asti        | ?                | ?                |
| Bottigelli  | ?                | ?                |
| P. Colombo  | ?                | ?                |
| O. Colombo  | ?                | ?                |
| Covezzi     | ?                | ?                |
| Crespi      | ?                | ?                |
| E. Fosina   | ?                | ?                |
| Galli       | ?                | ?                |
| Guzzi       | ?                | ?                |
| Indermühle  | ?                | ?                |
| Lazoli      | ?                | ?                |
| Marelli     | ?                | ?                |
| Monti       | ?                | ?                |
| Ottolini    | ?                | ?                |
| Schiatti    | ?                | ?                |
| P. Sodano   | ?                | ?                |
| Tajè        | ?                | ?                |
| A. Tornetti | ?                | ?                |
| Varisco     | ?                | ?                |